# Domhnall Caomhánach
Domhnall Caomhánach (Domhnall mac Murchada ou Domhnall Caomhánach mac Murchada, anglicisé en Donal Kavanagh) est l'ancêtre de lignée des Caomhánach du Uí Cheinnselaigh il est Roi de Leinster en opposition de 1171 à 1175.  Domhnall est le fils ainé mais réputé illégitime de Diarmait Mac Murchada roi de Leinster en Irlande,,.

## Origine
Domhnall né vers 1140 reçoit sa formation et son éducation en fosterage au monastère de St. Caomhan à Kilcavan dans la baronnie de Gorey, dans le futur comté de Wexford. Afin de le distinguer de ces autres demi-frères 
, Domhnall est surnommé Caomhánach, épithète issu du nom Caomhan, signifiant « de Caomhan ». Contrairement à l'usage pratique irlandais, ce nom est adopté par ses descendants comme un patronyme. Il est également connu sous sa forme anglicisé de Kavanagh.

## Roi de Leinster
Après la mort de son père Diarmait Mac Murchada en 1171, Domhnall est proclamé roi de  Leinster par les chefs de 
clans irlandais. La légitimité de Domhnall à accéder à ce titre est immédiatement contestée par les envahisseurs anglo-normands dont le chef, « Strongbow » Richard FitzGilbert de Clare 2e comte de Pembroke, se considère comme le successeur légitime du fait de son union avec le demi-sœur légitime de Domhnall Aoife et qui proclame l'illégitimité de Domhnall au regard de la loi normande. Toutefois selon les Lois des brehons irlandaises, les prétentions de Strongbow sont très contestables.
Ce dernier décide alors de nommer Domhnall Kavanagh « Sénéchal des irlandais de Leinster »  En 1175, les annales des quatre maitres notent que Domhnall est tué traitreusement par O'Foirtchern et « O'Nolan »  pendant le combat de Naas,. Il est inhumé près de son père  Mac Murchada dans l'église de Ferns. Après la mort de Domhnall son petit-fils Muirchertach mac Domnaill MacMurrough-Kavanagh, un fils de Domhnall Óg Caomhánach revendique à son tour le titre royal.

## Sources
- (en) Art Cosgrove (sous la direction de), New History of Irland,Volume II ‘’Medieval Ireland 1169-1534’’, Oxford, Oxford University Press, 2008 (ISBN 978019 9539703), p. 27,28,69-70,79,83-84,86,445.
- (en) Goddard Henry Orpen (Introduction de Seán Duffy), Ireland under the Normands 1169-1333, Dublin, Four Courts Press (réédition), 2005, 633 p. (ISBN 9781846828188), p. 73,159,163,166,223,238,239
- (en) Dictionary of Irish Biography article de Ailbhe  Mac Shamhrain, Mac Murchada, Domnall Cáemánach